# Cheri Lewis
Cheri Lewis G. (Chitré) es una escritora panameña.

## Biografía
Ha escrito columnas para el Diario La Prensa y la Revista Blank. Colaboró en la Guía de Viajes de Almanaque Azul (2013) y en la Antología de Narraciones de los Talleres Literarios de Panamá (2010-2011). Precursora en el desarrollo de la primera serie animada para niños creada y producida en Panamá: Siniestro Mu y las Vacas Lobotómicas. Actualmente es Directora Creativa en Jungla Cartoons, Inc., donde se dedica a escribir guiones y canciones para series animadas y caricaturas impresas.

## Obras
En 2013, publicó Abrir las Manos, su primer libro de cuentos, actualmente distribuido en toda Centroamérica por F&G Editores de Guatemala. Su obra De la magia y otros recuerdos ganó Mención Honoríﬁca en el VII Premio de Literatura Infantil y Juvenil Carlos Francisco Changmarín 2015 del Instituto Nacional de Cultura (INAC).